# ゴットハルト・ケトラー
ゴットハルト・ケトラー（ドイツ語：Gotthard Kettler、1517年 - 1587年3月28日）は、最後のリヴォニア騎士団総長（在任：1559年 - 1561年）、および最初のクールラント・ゼムガレン公（在位：1561年 - 1587年）。

## 生涯
ケトラーはドイツの貴族ゴットハルト・ケトラーとその妻ゾフィー・フォン・ネッセルローデの間の9番目の子供として、ヴェストファーレン地方のアンレヒテ郊外で生れた。一族はヴェストファーレンで古くから続く貴族の家柄だった。ケトラーの兄ヴィルヘルムは、1553年から1557年までミュンスター司教を務めている。
ケトラーは1554年にデュナブルクのコムトゥル（郡長）となり、1557年にフェリン（ヴィリャンディ）のコムトゥルとなった。リヴォニア戦争中の1559年、ヴィルヘルム・フォン・フュルステンベルクの後継者として、リヴォニア騎士団総長に就任した。リヴォニア連盟がロシアのツァーリ・イヴァン4世の強い圧力にさらされるようになると、ケトラーはこれに対抗してルター派プロテスタントに改宗し、それまでリヴォニア騎士団の治める修道院国家の一部だったクールラントとゼムガレンを世俗化させた。そして1561年11月28日のヴィリニュス合同協定に基づき、ケトラーはポーランド王冠（まもなくポーランド・リトアニア共和国を形成する）の封土という形で、クールラント・ゼムガレン公国を創設し、自らその最初の統治者となった。
ケトラーは1587年に公国の首都ミタウ（イェルガヴァ）で死去した。彼の子孫は1737年までクールラントを支配した。

## 子女
1566年、ケトラーはメクレンブルク公アルブレヒト7世の娘アンナ（1533年 - 1602年）と結婚し、4人の子女をもうけた。
- アンナ（1567年 - 1617年） - アルブレフト・ラジヴィウ公爵と結婚
- フリードリヒ（1569年 - 1642年） - クールラント・ゼムガレン公
- ヴィルヘルム（1574年 - 1640年） - クールラント・ゼムガレン公
- エリーザベト（1601年没） - チェシン公アダム・ヴァツワフと結婚

| 爵位・家督                                            | 爵位・家督                           | 爵位・家督                  |
| ----------------------------------------------------- | ------------------------------------ | --------------------------- |
| 先代 ヨハン・ヴィルヘルム・フォン・フュルステンベルク | リヴォニア騎士団総長 1559年 - 1561年 | 次代 世俗化による消滅       |
| 爵位創設                                              | クールラント公 1561年 - 1587年       | 次代 フリードリヒ・ケトラー |